# Бабич Євген Макарович
Євген Макарович Бабич (рос. Евге́ний Мака́рович Ба́бич; нар. 7 січня 1921, Москва, РРФСР — пом. 22 жовтня 1972, Москва) — радянський хокеїст, правий нападник.
Олімпійський чемпіон. Найкращий правий крайній нападник першого десятиріччя радянського хокею.

## Клубна кар'єра
Спортивна біографія розпочалася у хокеї з м'ячем. Володар кубка СРСР 1945, 1946.
У першому чемпіонаті СРСР з хокею із шайбою забив чотири голи та отримав срібну нагороду за друга місце ЦБЧА у турнірі. Протягом трьох наступних сезонів грав у ланці з Всеволодом Бобровим та Анатолієм Тарасовим, а команда тричі поспіль вигравала національний чемпіонат.
1950 року переходить до ВПС. Виступає у першій атакувальній трійці команди, поряд з Всеволодом Бобровим та Віктором Шуваловим. Його партнери, відомі бомбардири, значну кількість своїх голів забили саме з передач Євгена Бабича. За три сезони у ВПС виграв три чемпіонати та один кубок СРСР.
У 1953 році були об'єднані ВПС та ЦБРА. Бабич, з партнерами, повертається до своєї першої команди. Незважаючи на протиріччя з головним тренером, Анатолієм Тарасовим, був одним з лідерів клубу на протягом наступних чотирьох сезонів. За цей час виграв два чемпіонати та три кубки СРСР. Всього у чемпіонатах СРСР провів 170 матчів (144 голи).
Провів по декілака матчів за ЦБЧА та ВПС у чемпіонаті СРСР з футболу. У першому ж матчі відзначився забитим голом у ворота тбіліського «Динамо».

## Виступи у збірній
У лютому-березні 1948 року брав участь у трьох матчах збірної Москви з найсильнішою європейською клубною командою того часу, празьким ЛТЦ. У двох перших поєдинках забив по голу. Це були перші неофіційні поєдинки збірної СРСР, яка виступала під прапором збірної Москви.
У складі національної збірної здобув золоту нагороду на Олімпійських іграх 1956 у Кортіна-д'Ампеццо. Автор першої закинутої шайби радянської збірної на олімпійських турнірах.
Чемпіон світу 1954, 1956; другий призер 1955, 1957. На чемпіонатах Європи — три золоті (1954–1956) та одна срібна нагорода (1957). На Олімпійських іграх та чемпіонатах світу провів 27 матчів (шість закинутих шайб), а всього у складі збірної СРСР — 64 матчі (26 голів).

## Тренерська діяльність
У сезоні 1952/53 замінив на посаді граючого тренера ВПС травмованого Всеволода Боброва. З червня по листопад 1961 року очолював ЦСКА. У 1962–1963 працював на посаді головного тренера ленінградського СКА, а в 1969–1970 — омського «Каучуку».

## Нагороди та досягнення
Нагороджений орденом Трудового Червоного Прапора (1957). Заслужений майстер спорту СРСР (1953).
| Нагороди         | Команда         | Кіл. | Роки                         |
| ---------------- | --------------- | ---- | ---------------------------- |
| Олімпійські ігри |                 |      |                              |
| Золото           | СРСР            | 1    | 1956                         |
| Чемпіонат світу  |                 |      |                              |
| Золото           | СРСР            | 2    | 1954, 1956                   |
| Срібло           | СРСР            | 2    | 1955, 1957                   |
| Чемпіонат Європи |                 |      |                              |
| Золото           | СРСР            | 3    | 1954, 1955, 1956             |
| Срібло           | СРСР            | 1    | 1957                         |
| Чемпіонат СРСР   |                 |      |                              |
| Золото           | ЦСК МО (Москва) | 5    | 1948, 1949, 1950, 1955, 1956 |
| Золото           | ВПС (Москва)    | 3    | 1951, 1952, 1953             |
| Срібло           | ЦСК МО (Москва) | 3    | 1947, 1954, 1957             |
| Кубок СРСР       |                 |      |                              |
| Володар          | ВПС (Москва)    | 1    | 1952                         |
| Володар          | ЦСК МО (Москва) | 3    | 1954, 1955, 1956             |
| Фіналіст         | ВПС (Москва)    | 1    | 1951                         |